# Miguel Bravo (insurgente)
Miguel Bravo (Chilpancingo, Guerrero, 1767 - Chichihualco, Guerrero, 15 de abril de 1814 en Puebla, Puebla) fue un militar insurgente mexicano que combatió durante la Guerra de Independencia junto a sus hermanos (Leonardo, Víctor, Máximo y Casimiro) y su sobrino, el futuro presidente de México Nicolás Bravo, quien asumiría dicho cargo en tres ocasiones tras la derrota del ejército realista y del gobierno colonial en el entonces Virreinato de Nueva España. 

## Semblanza biográfica
En 1811, participó bajo las órdenes de José María Morelos en Tixtla y Chilapa. Durante el Sitio de Cuautla, acompañó a Mariano Matamoros en busca de víveres. Entre sus acciones destaca la victoria sobre los realistas comandados por Francisco Rionda. 
Participó en la toma de Oaxaca y durante las acciones se negó a obedecer las órdenes de Ignacio López Rayón, permaneciendo fiel a las decisiones de José María Morelos. En abril de 1814, fue capturado en Chila por el comandante realista Félix de Lamadrid. Se le trasladó a Puebla para ser juzgado. Hay dos versiones de lo que sucedió después: una dice que fue sentenciado a muerte, fusilado y luego decapitado el 15 de abril de 1814.
La otra versión sostiene que esa pena se le conmutó y fue liberado en Chichihualco , esa misma fecha. A finales de 1815, al saber de la muerte de José María Morelos, se unió a las fuerzas de Vicente Guerrero, Pedro Ascencio Alquisiras y su sobrino Nicolás Bravo pero en 1817 fue apresado este último pero como todos sabemos, iba a ser fusilado pero gracias a la petición de su captor José Gabriel de Armijo, se le conmutó la pena capital y fue liberado en 1820. Mientras sucedía esto, Miguel tuvo contacto desde 1816 con Guadalupe Victoria,  a quien le informaba las cosas en Guerrero y al año siguiente, empezó a tener contacto con Pedro Moreno y Francisco Xavier Mina pero cuando fueron fusilados y muertos, sólo tuvo contacto con el general Victoria. Se unió al Plan de Iguala (1821) y se alistó al Ejército Trigarante, comandado por Agustín de Iturbide y Vicente Guerrero.
Entró con el ejército de las tres garantías a la Ciudad de México el 27 de septiembre de 1821. No se sabe más de Miguel, sólo que se retiró a vivir en la zona central de Chichihualco, Guerrero donde murió fusilado el 15 de abril de 1848.